# Elwood (Nebraska)
Elwood is een plaats (village) in de Amerikaanse staat Nebraska, en valt bestuurlijk gezien onder Gosper County.

## Demografie
Bij de volkstelling in 2000 werd het aantal inwoners vastgesteld op 761. In 2006 is het aantal inwoners door het United States Census Bureau geschat op 698, een daling van 63 (-8,3%).

## Geografie
Volgens het United States Census Bureau beslaat de plaats een oppervlakte van 1,3 km², geheel bestaande uit land. Elwood ligt op ongeveer 824 m boven zeeniveau.

## Plaatsen in de nabije omgeving
De onderstaande figuur toont nabijgelegen plaatsen in een straal van 32 km rond Elwood.